# Hans Heinz Stuckenschmidt
Hans Heinz Stuckenschmidt, né le 1er novembre 1901 à Strasbourg et mort le 15 août 1988 à Berlin, est un musicologue et critique musical allemand, spécialiste de la musique classique du XXe siècle.

## Biographie
Issu d'une famille d'officiers, H. H. Stuckenschmidt devient critique musical à seulement 19 ans, en tant que correspondant basé à Berlin périodique Bohême (édité à Prague). Il est en grande partie autodidacte. Il se signale comme un défenseur de la musique nouvelle dans des revues et comptes rendus de concerts à Hambourg, Vienne, Paris, Berlin et Prague, prenant contact personnellement avec de nombreux compositeurs de la musique d'avant-garde, principalement dans l'entourage d'Arnold Schönberg.
Parmi ses travaux les plus importants, ses articles sur Schönberg, Boris Blacher, Ferruccio Busoni et Maurice Ravel ont exercé une grande influence dans le monde musical. 
Il meurt à Berlin, à 86 ans, et est enterré au cimetière de Wilmersdorf.

## Distinctions et récompenses
- Officier de l'ordre du Mérite de la République fédérale d'Allemagne
- Chevalier des Arts et des Lettres
- Membre de l'Académie allemande pour la langue et la littérature de Darmstadt
- Membre du PEN Club allemand
- Membre à l'Académie des arts de Berlin (1974)
- Doctorat honoris causa en musique de l'université de Tübingen (1977)

## Publications musicologiques
- 1951 : Arnold Schoenberg,
- 1954 : édition du Projet de nouvelle esthétique de la musique de Ferruccio Busoni,
- 1956 : Musique nouvelle (Neue Musik), illustrée par des exemples littéraires et musicaux, Buchet/Chastel
- 1957 : Splendeur et la misère de la critique musicale
- 1957 : Stravinsky et son siècle
- 1958 : Créateurs de la Nouvelle musique (portraits de vingt compositeurs), édition revue en 1983,
- 1963 : Approches de Boris Blacher - édition révisée par H. Kunz en 1985,
- 1964 : L'opéra à notre époque : les événements d'opéras européens sur quatre décennies
- 1965 : Johann Nepomuk David
- 1966 : Maurice Ravel : variations sur la personne et l'œuvre
- 1967 : Ferruccio Busoni : chronologie d'un Européen
- 1969 : Qu'est-ce que la critique musicale?
- 1969 : Twentieth Century Music, paru à Londres et à New York, traduit en français la même année,
- 1970 : Twentieth Century Composers
- 1974 : Arnold Schoenberg : l'environnement, l'usine
- 1976 : La musique d'un demi-siècle (1925-1975), essais et critiques

1979 : Zum Hören geboren. Ein Leben mit der Musik unserer Zeit, autobiographie

## Source
- (de) Cet article est partiellement ou en totalité issu de l’article de Wikipédia en allemand intitulé « Hans Heinz Stuckenschmidt » (voir la liste des auteurs).